# Hardegg (Niederösterreich)
Hardegg ist eine Stadtgemeinde mit 1305 Einwohnern (Stand 1. Jänner 2025) im Bezirk Hollabrunn in Niederösterreich.

## Geografie

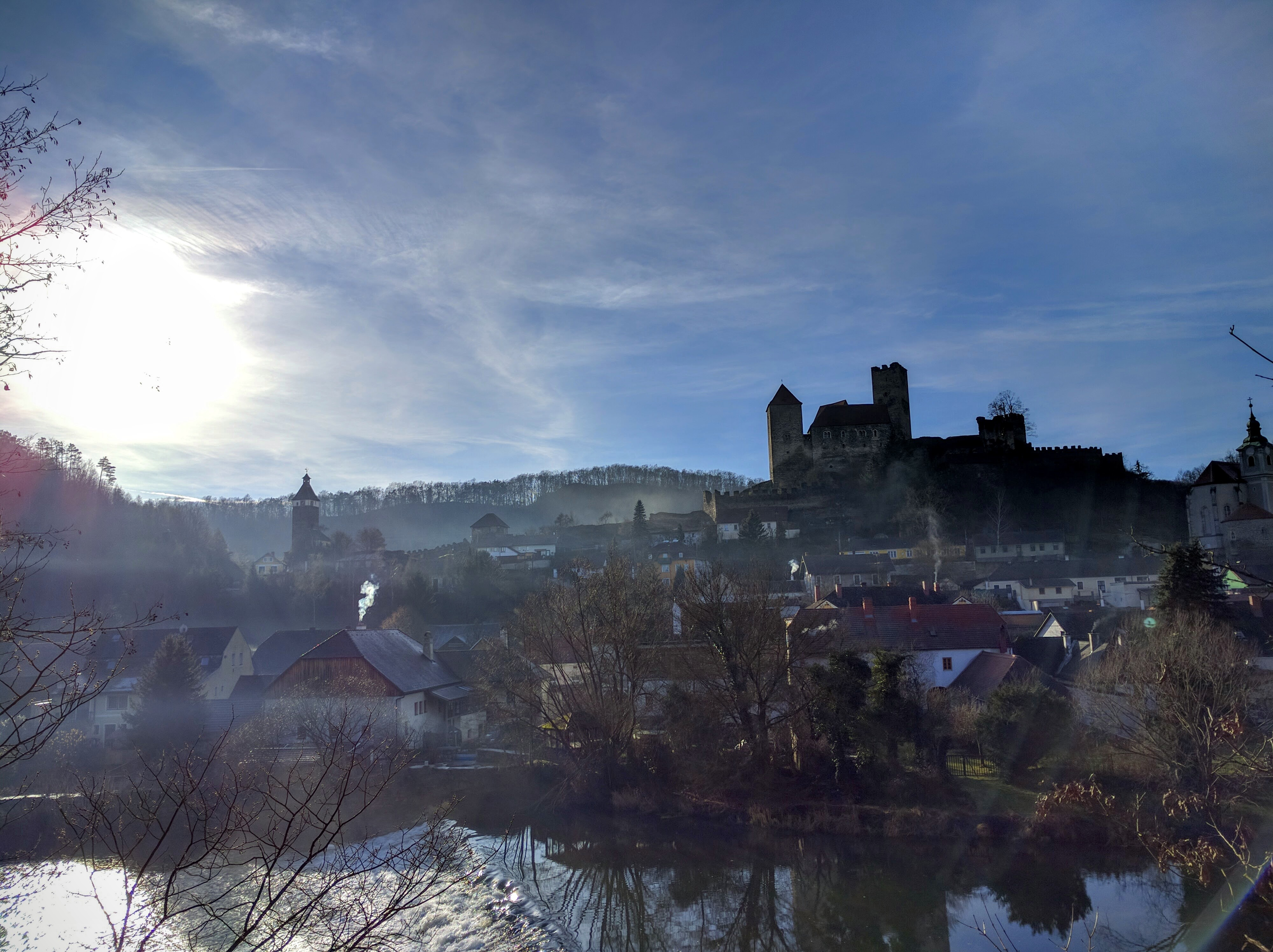
Stadt Hardegg mit der Burg Hardegg im Winter, Ansicht von der tschechischen Seite

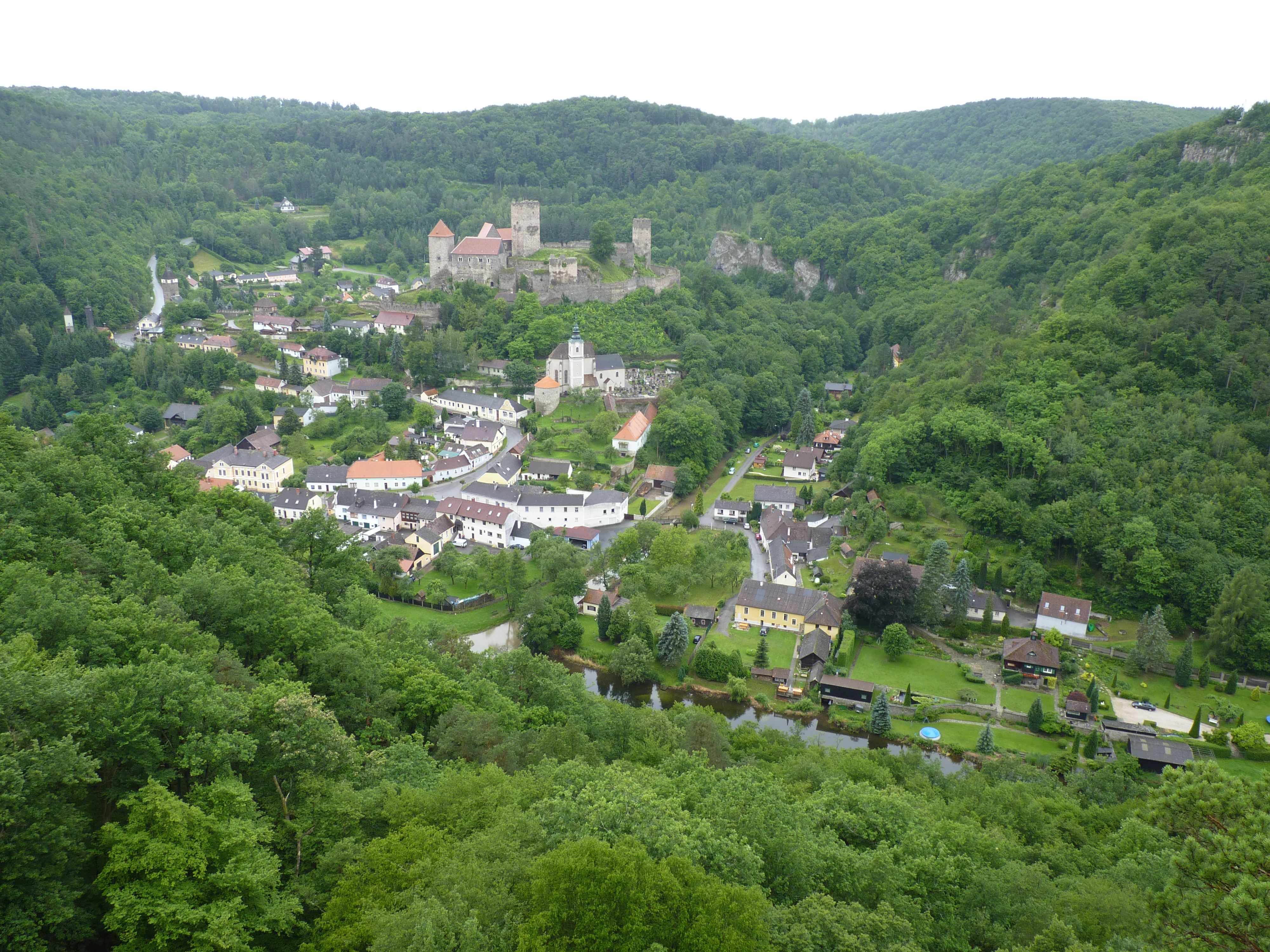
Stadt Hardegg mit der Burg Hardegg, von der Hardegger Warte aus gesehen

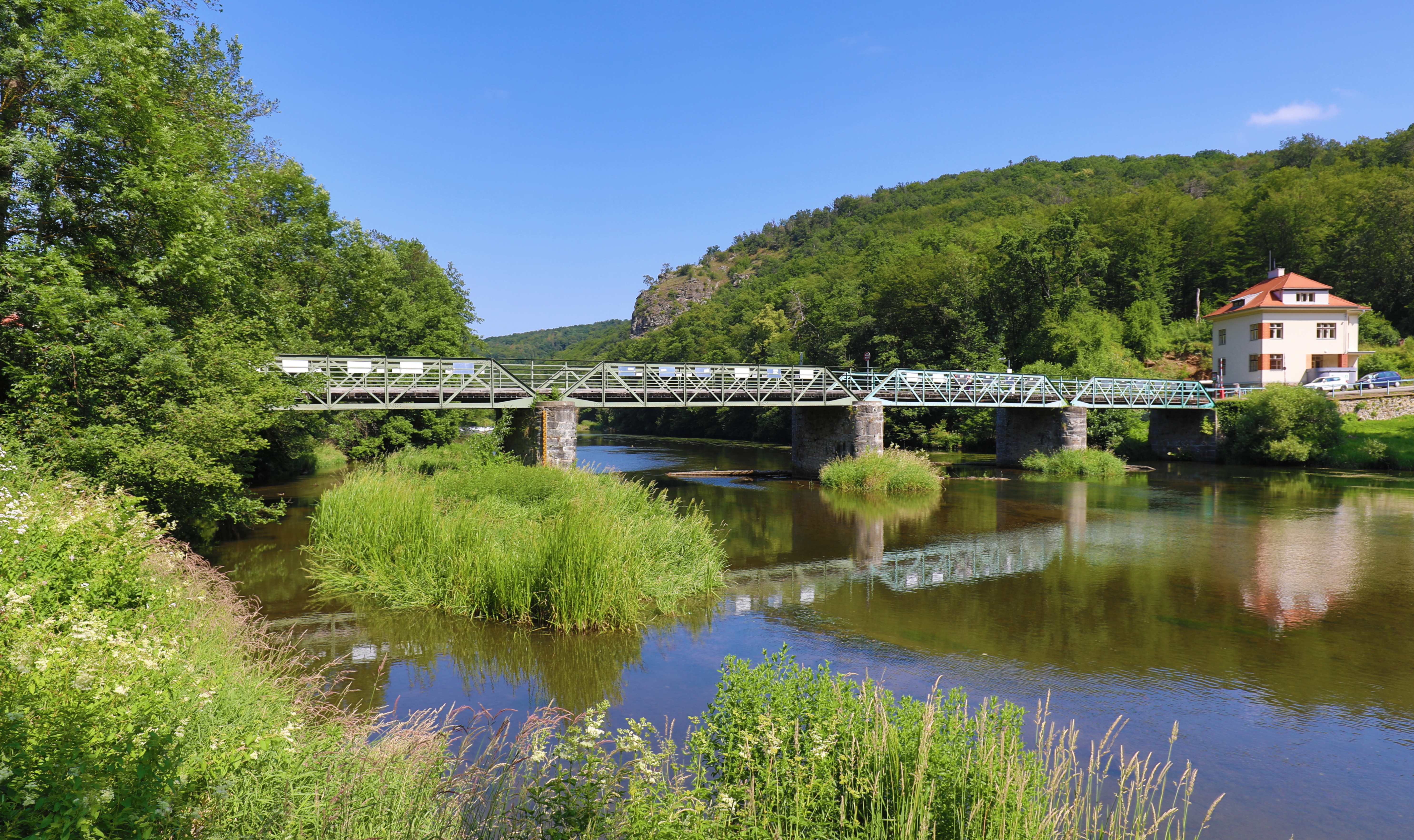
Thayabrücke Hardegg – Čížov (Staatsgrenze in der Flussmitte)

Die Gegend um Hardegg gehört landschaftlich zum Waldviertel und gehört als Teil des Bezirkes Hollabrunn zum Weinviertel. Nördlich grenzt Hardegg mit dem Fluss Thaya an Tschechien. Die Stadt Hardegg selbst – ohne die eingemeindeten Orte – hat mit 1. Jänner 2025 nur 86 Einwohner und gilt damit als die kleinste Stadt in Österreich.

### Gemeindegliederung
Das Gemeindegebiet umfasst folgende neun Ortschaften (in Klammern Einwohnerzahl Stand 1. Jänner 2025):
- Felling (122)
- Hardegg (86)
- Heufurth (74)
- Mallersbach (151)
- Merkersdorf (114)
- Niederfladnitz (289) samt Karlslust
- Pleissing (138)
- Riegersburg (250)
- Waschbach (81)

Die Gemeinde besteht aus den Katastralgemeinden Felling, Hardegg, Heufurth, Mallersbach, Merkersdorf, Niederfladnitz, Pleissing, Riegersburg, Umlauf und Waschbach.

### Nachbargemeinden
An Hardegg grenzen auf österreichischer Seite im Westen Langau, im Südwesten Weitersfeld, im Südosten Retz und Unterretzbach, auf tschechischer Seite im Nordwesten die Gemeinden Schaffa (Šafov) und Pomitsch (Podmyče), im Norden Frain (Vranov nad Dyjí), Zaisa (Čížov) und Luggau (Lukov nad Dyjí), im Nordosten Baumöhl (Podmolí) und im Osten Gnadlersdorf (Hnanice). Alle tschechischen Gemeinden befinden sich im Bezirk Znaim und damit im westlichen Teil der südmährischen Region.

## Geschichte
Im Kirchenregister erfolgt erstmals 1290 die Stadtnennung, wobei angenommen wird, dass das Stadtrecht schon früher vorhanden war.
Das heute noch erhaltene Stadtsiegel stammt vermutlich aus dem Jahr 1590.
Laut Adressbuch von Österreich waren im Jahr 1938 in der Stadtgemeinde Hardegg ein Arzt, zwei Bäcker, vier Drechsler, ein Fleischer, ein Friseur, drei Fuhrwerker, drei Gastwirte, zwei Gemischtwarenhändler, ein Gerber, ein Kaffeehaus, eine Mühle, vier Pensionen, ein Schmied, ein Schneider, zwei Schuster, zwei Trafikanten, ein Tischler, eine Viktualienhändlerin, ein Zeitungskiosk und ein Zuckerbäcker ansässig.
Mit dem 1. Jänner 1972 wurden die Gemeinden Merkersdorf und Riegersburg-Pleißing nach Hardegg eingemeindet, am 1. Jänner 1975 folgte Niederfladnitz.
Grenzübergang
Nach der am 12. April 1990 erfolgten saisonalen Öffnung des Grenzüberganges Hardegg – Čížov erfolgte am 9. Mai 2006 die ganzjährige stundenweise Freigabe des Grenzübergangs für Fußgänger, Radfahrer und Schifahrer. Im Juli 2006 folgte die stundenweise Öffnung des Grenzübergangs Felling – Podmyče für Fußgänger und Radfahrer. Seit der Schengenerweiterung am 21. Dezember 2007 darf die nunmehrige Binnengrenze prinzipiell an jeder Stelle und zu jeder Zeit überschritten werden, weshalb keine expliziten Grenzübergänge mehr existieren.

### Bevölkerungsentwicklung
| Hardegg: Einwohnerzahlen von 1869 bis 2025          | Hardegg: Einwohnerzahlen von 1869 bis 2025 | Hardegg: Einwohnerzahlen von 1869 bis 2025 | Hardegg: Einwohnerzahlen von 1869 bis 2025 | Hardegg: Einwohnerzahlen von 1869 bis 2025 |
| --------------------------------------------------- | ------------------------------------------ | ------------------------------------------ | ------------------------------------------ | ------------------------------------------ |
| Jahr                                                |                                            |                                            |                                            | Einwohner                                  |
| 1869                                                | 1869                                       |                                            | 3.173                                      | 3.173                                      |
| 1880                                                | 1880                                       |                                            | 3.180                                      | 3.180                                      |
| 1890                                                | 1890                                       |                                            | 3.209                                      | 3.209                                      |
| 1900                                                | 1900                                       |                                            | 3.110                                      | 3.110                                      |
| 1910                                                | 1910                                       |                                            | 3.063                                      | 3.063                                      |
| 1923                                                | 1923                                       |                                            | 2.986                                      | 2.986                                      |
| 1934                                                | 1934                                       |                                            | 2.885                                      | 2.885                                      |
| 1939                                                | 1939                                       |                                            | 2.790                                      | 2.790                                      |
| 1951                                                | 1951                                       |                                            | 2.882                                      | 2.882                                      |
| 1961                                                | 1961                                       |                                            | 2.412                                      | 2.412                                      |
| 1971                                                | 1971                                       |                                            | 2.135                                      | 2.135                                      |
| 1981                                                | 1981                                       |                                            | 1.904                                      | 1.904                                      |
| 1991                                                | 1991                                       |                                            | 1.652                                      | 1.652                                      |
| 2001                                                | 2001                                       |                                            | 1.490                                      | 1.490                                      |
| 2011                                                | 2011                                       |                                            | 1.380                                      | 1.380                                      |
| 2021                                                | 2021                                       |                                            | 1.320                                      | 1.320                                      |
| 2025                                                | 2025                                       |                                            | 1.305                                      | 1.305                                      |
| Quelle(n): Statistik Austria, Gebietsstand 1.1.2021 |                                            |                                            |                                            |                                            |

Speziell bis zum Fall des Eisernen Vorhanges war Hardegg sehr isoliert. Zu Tschechien gibt es nur die Thayabrücke Hardegg – Čížov. Dies spiegelt sich auch in der abnehmenden Zahl der Einwohner wider. Als einziger Wirtschaftsfaktor ist der zunehmende Tourismus zu nennen. Der höchste Einwohnerstand seit Beginn der statistischen Aufzeichnungen durch den Staat war bereits 1890 zu verzeichnen, als in Hardegg 3.209 Einwohner gezählt wurden. Seither – mit der einzigen Ausnahme des Zeitraums zwischen den beiden Zählungen 1939 und 1951 – nimmt die Einwohnerzahl stetig ab. Dies ist übrigens bezeichnend für den Bezirk Hollabrunn, in welchem seit 1890 keine Einwohnerzuwächse mehr verzeichnet wurden.

## Kultur und Sehenswürdigkeiten
Inmitten der Stadt auf einem Felsen befindet sich die mittelalterliche Burg, die im 10. Jahrhundert als Holzwehranlage errichtet wurde und in mehreren Bauperioden über Jahrhunderte hinweg zu einer Wehr- und Wohnburg ausgebaut wurde. 1160 wurde die Kirche mit einem Karner erbaut und in die Wehrlinie der Burg miteinbezogen.
Als strategisch wichtiger Punkt gegen Mähren wurde die Stadt mit ursprünglich 5 Stadttoren aufgebaut.
- Nationalpark Thayatal
- Thayabrücke Hardegg – Čížov
- Burg Hardegg
- Burg Kaja bei Merkersdorf
- Schloss Karlslust
- Schloss Riegersburg

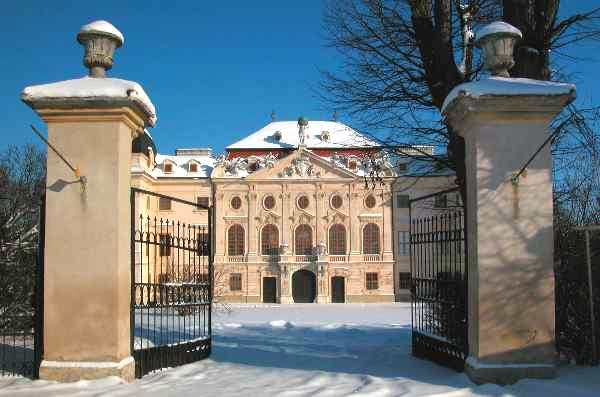
Schloss Riegersburg

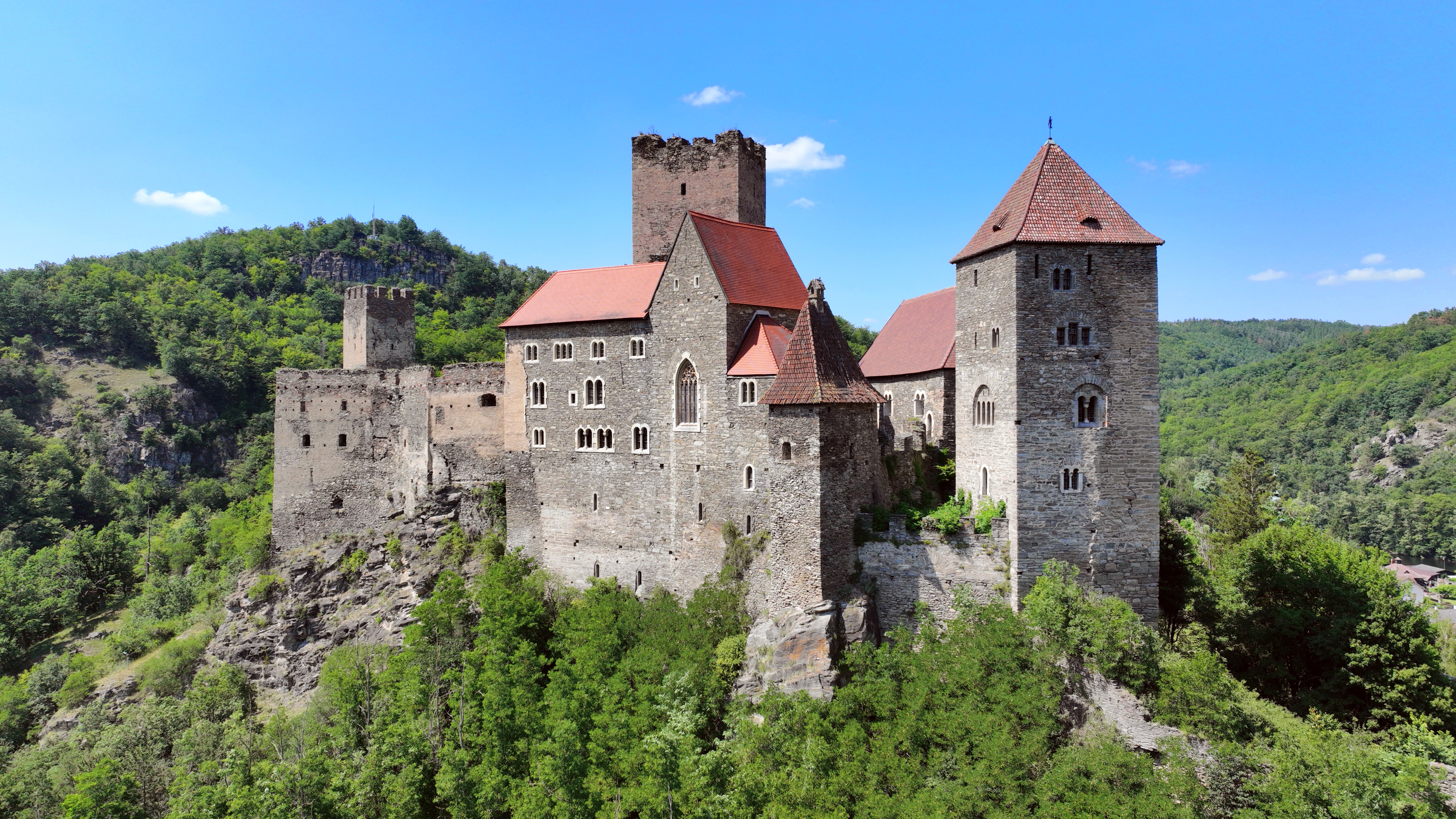
Burg Hardegg

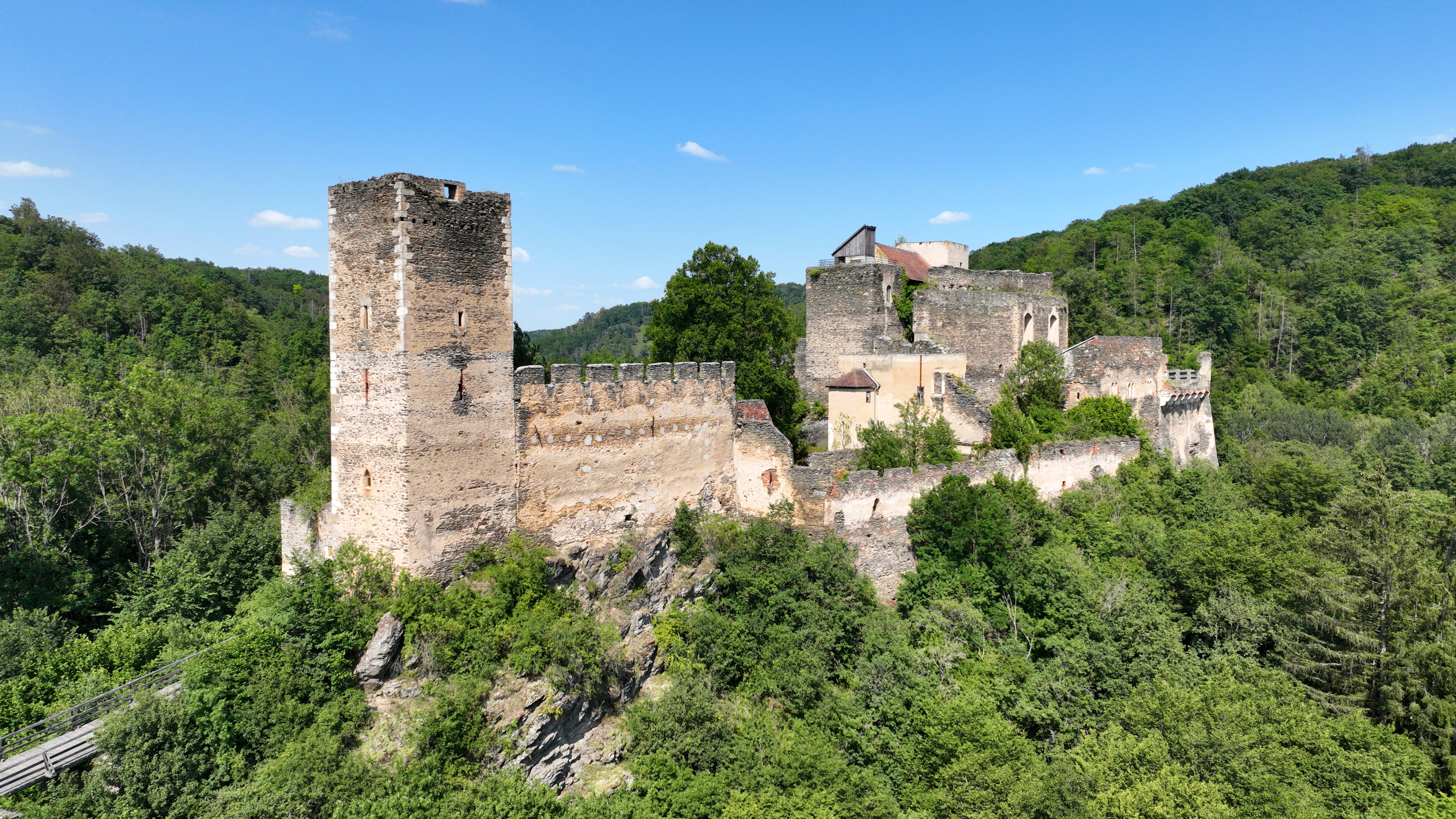
Burgruine Kaja

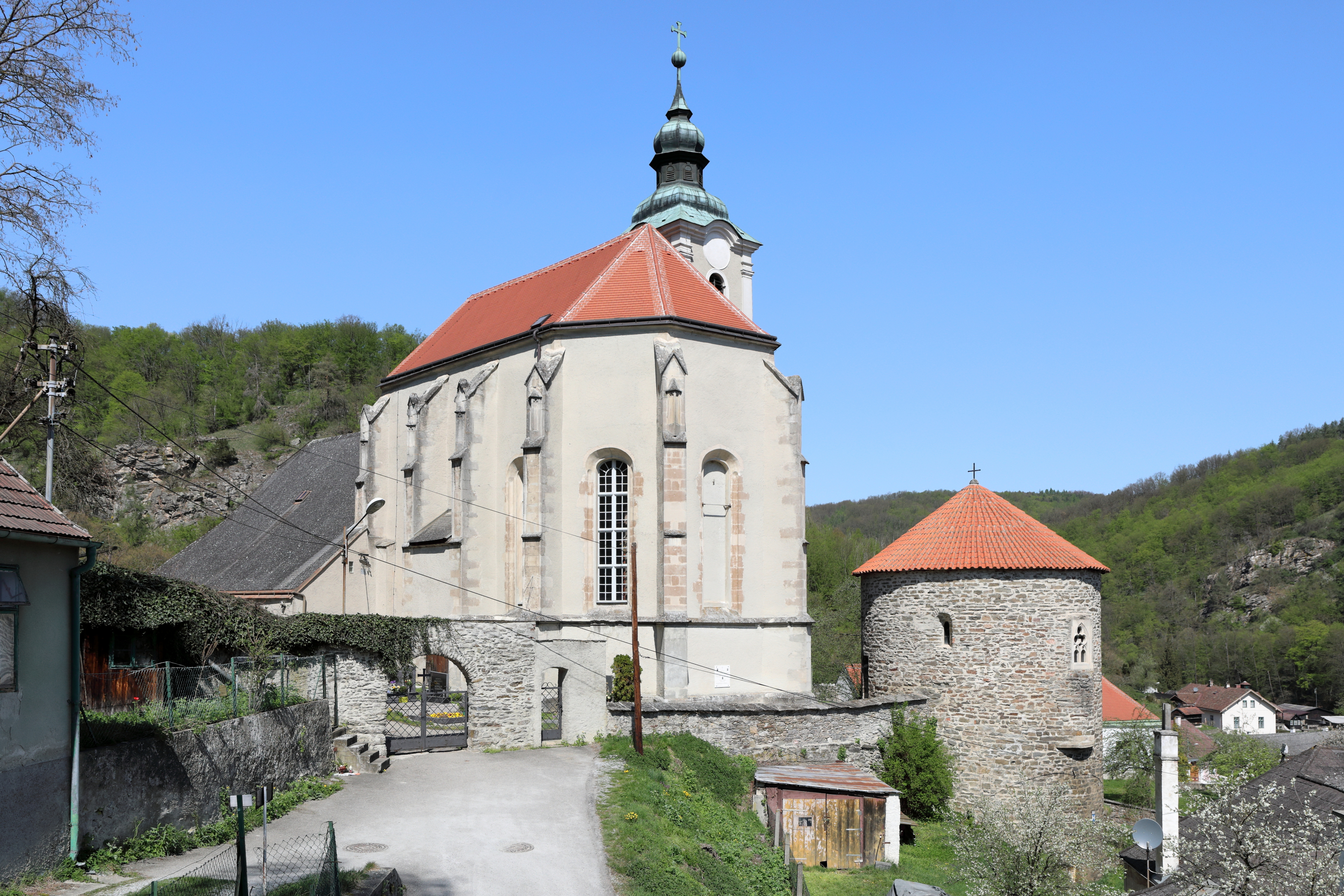
Pfarrkirche Hardegg und Karner Hardegg

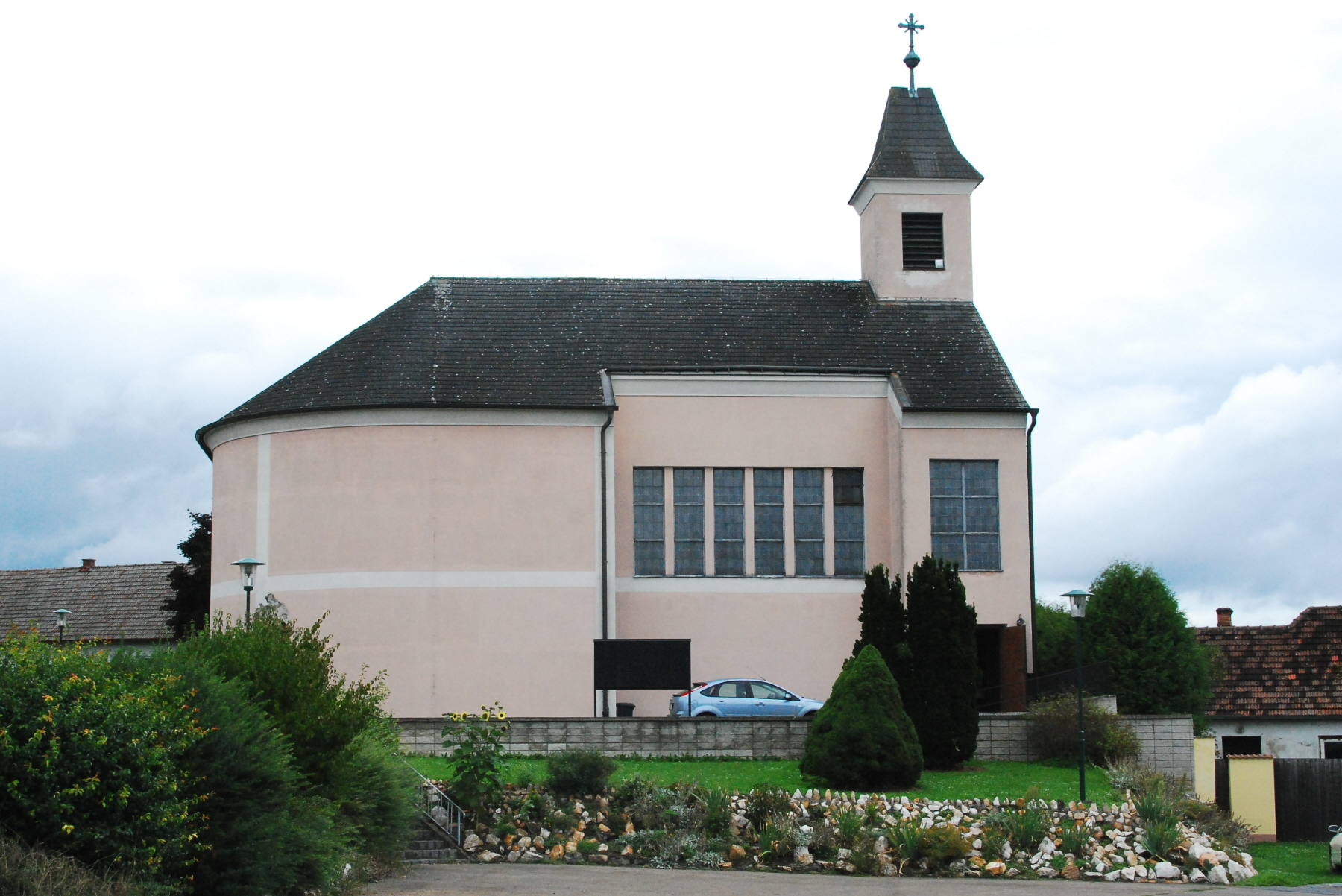
Pfarrkirche Felling

- Katholische Pfarrkirche Hardegg hl. Veit mit Karner und Friedhof
- Katholische Pfarrkirche Felling hll. Peter und Paul
- Katholische Pfarrkirche Niederfladnitz Mariä Himmelfahrt
- Katholische Pfarrkirche Pleissing hl. Kunigunde
- Ziegelsäulen des ehemaligen Galgens zwischen Niederfladnitz und Oberretzbach
- Guckkastenmuseum Hardegg in der ehemaligen Volksschule
- Galerie Kultur.Punkt Hardegg auf dem Hauptplatz
- Perlmuttmanufaktur

## Wirtschaft und Infrastruktur
Im Jahr 2001 gab es 56 nichtlandwirtschaftliche Arbeitsstätten, laut der Erhebung 1999 existierten 108 land- und forstwirtschaftliche Betriebe. Nach der Volkszählung 2001 betrug die Zahl der Erwerbstätigen am Wohnort 597. Die Erwerbsquote lag 2001 bei 40,8 Prozent.

### Unternehmen
- Braunkohlentagebau Langau-Riegersburg: In der Katastralgemeinde Riegersburg befindet sich auch ein ehemaliges Bergwerk zum Kohleabbau.
- RM Austria – Perlmuttdesign: In der Katastralgemeinde Felling befindet sich die letzte Perlmuttdrechslerei Österreichs.
- Kaolinbergbau Mallersbach: In Mallersbach und in Niederfladnitz wurde bis 1975 Kaolin abgebaut.

### Öffentliche Einrichtungen
In Pleissing gibt es einen Kindergarten und eine Volksschule.

### Sport
Durch Hardegg führen mehrere Weitwanderwege bzw. Fernradwege:
- Europäischer Fernwanderweg E8
- Ostösterreichischer Grenzlandweg
- Thayatalweg
- Iron Curtain Trail (EV13)

## Politik

### Gemeinderat
Der Gemeinderat hat 19 Mitglieder.
- Mit den Gemeinderatswahlen in Niederösterreich 1990 hatte der Gemeinderat folgende Verteilung: 14 ÖVP und 5 SPÖ.
- Mit den Gemeinderatswahlen in Niederösterreich 1995 hatte der Gemeinderat folgende Verteilung: 14 ÖVP und 5 SPÖ.[8]
- Mit den Gemeinderatswahlen in Niederösterreich 2000 hatte der Gemeinderat folgende Verteilung: 14 ÖVP und 5 SPÖ.[9]
- Mit den Gemeinderatswahlen in Niederösterreich 2005 hatte der Gemeinderat folgende Verteilung: 14 ÖVP und 5 SPÖ.[10]
- Mit den Gemeinderatswahlen in Niederösterreich 2010 hatte der Gemeinderat folgende Verteilung: 15 ÖVP und 4 SPÖ.[11]
- Mit den Gemeinderatswahlen in Niederösterreich 2015 hatte der Gemeinderat folgende Verteilung: 15 ÖVP und 4 SPÖ.[12]
- Mit den Gemeinderatswahlen in Niederösterreich 2020 hatte der Gemeinderat folgende Verteilung: 16 ÖVP und 3 SPÖ.[13]
- Mit den Gemeinderatswahlen in Niederösterreich 2025 hat der Gemeinderat folgende Verteilung: 15 ÖVP, 2 SPÖ und 2 FPÖ.[14]

### Bürgermeister
- 1972 bis 1980: Karl Neuwirth (ÖVP)
- 1980 bis 2008: Norbert Kellner (ÖVP)
- 2008 bis 2019: Heribert Donnerbauer (ÖVP)
- seit 2019: Friedrich Schechnter (ÖVP)

## Persönlichkeiten

### Ehrenbürger der Gemeinde
- Erwin Pröll (* 1946)[15] (Landeshauptmann von Niederösterreich, 21. Mai 2000)

### Söhne und Töchter der Gemeinde
- Freddy Quinn (* 1931 in Niederfladnitz), Schlagersänger und Musiker
- H. C. Artmann (* 1921 in Wien-Breitensee; † 2000 in Wien), Dichter und Übersetzer, mit Sprache Spielender
- Hermann Findeis (* 1950), Polizist, Politiker und Abgeordneter zum Landtag von Niederösterreich